# 张玉萍 (跳水运动员)
张玉萍（1969年—），江苏常州人，中国女子跳水运动员。教练员。她曾获得1986年亚洲运动会跳水比赛女子3米跳板金牌和1990年亚洲运动会跳水比赛女子团体金牌。